# Manitoba Highway 75
La Provincial Trunk Highway 75 (PTH 75, conosciuta anche come Lord Selkirk Highway) è un'importante strada da Winnipeg (MB) al confine canado-statunitense, dove sfocia nell'Interstate 29 vicino a Emerson (MB).
La strada è lunga circa 95 km (60 mi) ed è la principale via utilizzata da coloro che viaggiano tra Winnipeg e gli Stati Uniti d'America. Il limite di velocità è di 100 km/h (62 mph).
Pur avendo due corsie per senso di marcia, non può essere considerata un'autostrada per la presenza di molte intersezioni a raso.